# Abakabaka
Abakabaka là một chi bướm đêm thuộc họ Erebidae. Cả hai loài thuộc chi này đều được tìm thấy ở Madagascar.

## Các loài
- Abakabaka fuliginosa Saalmüller 1884
- Abakabaka phasiana (Butler, 1882)